# Epilobium fauriei
Epilobium fauriei är en dunörtsväxtart som beskrevs av Joseph-Henri Léveillé. Epilobium fauriei ingår i släktet dunörter, och familjen dunörtsväxter. Inga underarter finns listade i Catalogue of Life.